# Bandar Baleela
Bandar Bin Abdoul Azeez Baleela (en arabe :  بندر بن عبد العزيز بليله), né à La Mecque en 1975 (1395 du calendrier hégirien), est un imam de la Masjid Al-Haram, la Grande Mosquée de La Mecque, lieu le plus sacré pour les musulmans.
Il est diplômé de l'université Umm Al-Qura de La Mecque ainsi que de l'université de Médine. Il obtient en 2001 un diplôme de la jurisprudence islamique de la faculté charia et étude islamique de l'université UmAl Qura. En 2008, Sheikh Baleela est diplômé de son doctorat à l'université de Médine.  
Après avoir officié la prière dans plusieurs mosquées de La Mecque, il est nommé imam de la grande Mosquée de La Mecque en 2013. Il y dirige pour la première fois la prière le 15e Ramadan 1434 (23 juillet 2013) lors du Tarâweeh (prière nocturne du Ramadan). 
Son fils, Sheikh Abdul Aziz Baleela, est aussi un imam et récitateur reconnu; notamment par la similitude de récitation avec son père.

## Biographie
Bandar Baleela est né à La Mecque en 1975, et mémorise dès son jeune âge le Coran.
En 2001, (précisément en l'an 1422 du calendrier hégirien), il obtient un Master en Fiqh (jurisprudence islamique), du département de "Sharia and Islamic Studies" (loi et études islamiques) de l'Université Umm Al-Qura, à La Mecque. Plus tard, en 2008, il valide son doctorat à l'Université de Médine, toujours dans le domaine de la jurisprudence islamique.
Deux années plus tard, il exerce en tant que professeur auxiliaire à l'Université de Tâif, un poste qu'il occupe toujours à l'heure actuelle.

## Poste d'imam dans les mosquées de La Mecque
Baleelah a exercé la fonction d'imam (fonction de diriger la prière devant les fidèles), dans plusieurs mosquées à La Mecque, parmi lesquelles : 
- La mosquée du Roi Abd Al Azeez Aal Saoud, dans le quartier d'Al Mou'abidah.
- La mosquée Al Manchawi, à Al Râsifah.
- La mosquée Al Houda, à Al Râsifa, où il a officié la prière d'Al Tarâweeh avec notamment l'imam Faisal Al Ghazawi, actuellement en poste à la Masjid Al Haram également.
- La mosquée de la princesse Nouf Aal Saoud, à Al Aziziya.
- La mosquée AbdoulAziz Bin Baz, à Al Azizya.

## Poste d'imam à la Grande Mosquée de La Mecque
Pendant le mois du Ramadan 1434, le comité de gestion des Deux Saintes Mosquées de La Mecque et Médine, fait appel à 3 nouveaux imams pour diriger la prière de Tarâwih : deux à Médine, et un à la Mecque, le Cheikh Bandar Baleela. 
Il officiera ainsi sa première prière dans la Masdjid Al-Haram, devant des centaines de milliers de fidèles, la nuit du 15e Ramadan 1434 (23 juillet 2013).
Par la suite, il sera désigné officiellement au poste permanent d'imam à la Grande Mosquée de La Mecque le 4 Dhul-Hijja 1434 (9 octobre 2013), et dirigera sa première prière (hors prière nocturne du Ramadan) le lendemain, en pleine période du Hadj.

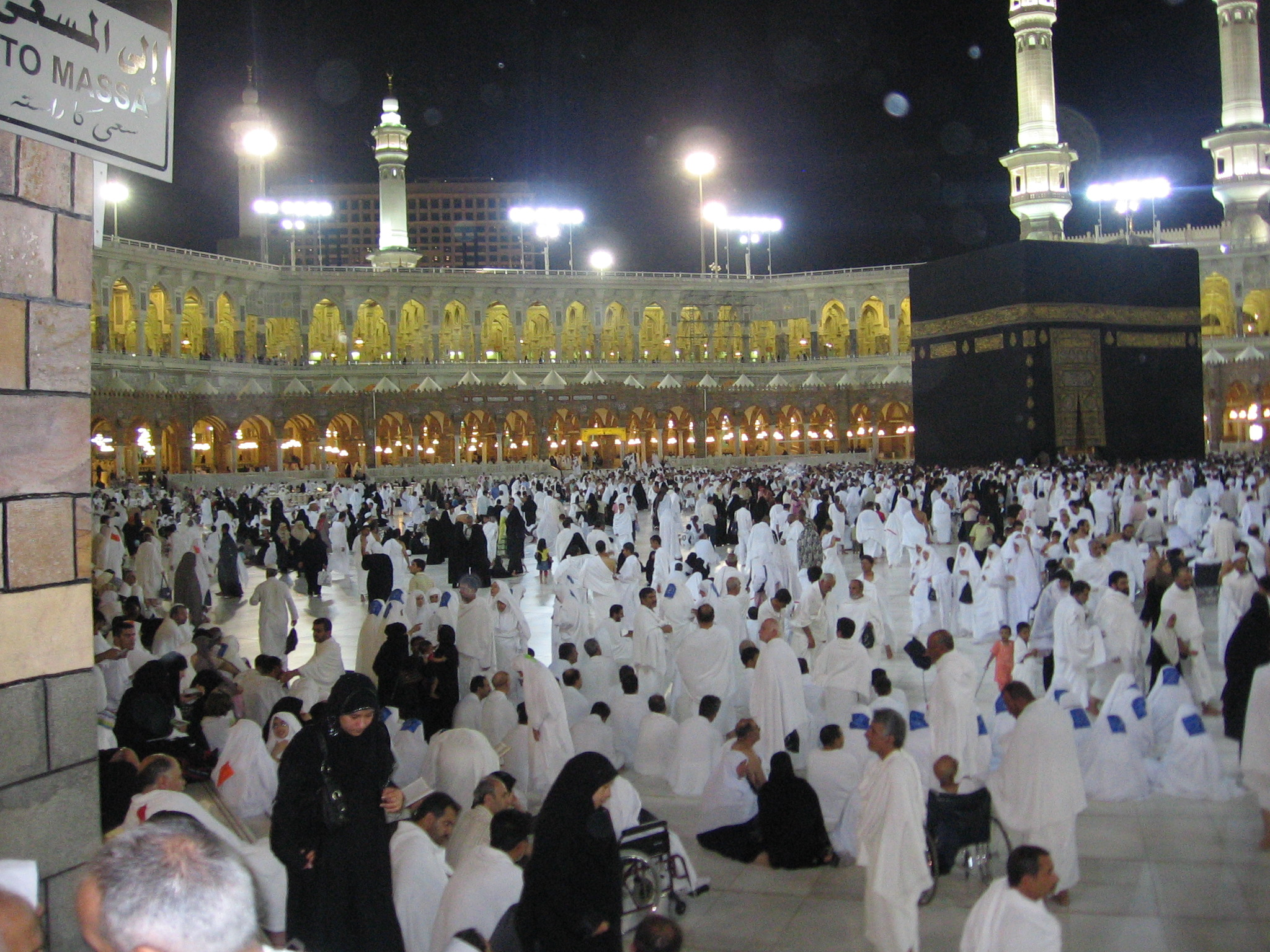
La Masdjid Al Haram, avant les travaux d'expansion.